# Numonjon Hakimov
Nu'mon Xakimov ou Нуъмон Хакимов, dit Numonjon Hakimov ou Numonjon Khakimov, né le 5 septembre 1978, est un footballeur tadjik, jouant actuellement à Vakhsh Qurghonteppa. En tant qu'attaquant, il est international tadjik depuis 2003, il en est le meilleur buteur avec 16 buts.

## Buts internationaux
| #   | Date             | Lieu                    | Adversaire   | Résultat | Compétition                       |
| --- | ---------------- | ----------------------- | ------------ | -------- | --------------------------------- |
| 1.  | 26 novembre 2003 | Dhaka (Bangladesh)      | Bangladesh   | 2-0      | Éliminatoires Coupe du monde 2006 |
| 2.  | 13 octobre 2004  | Douchanbé (Tadjikistan) | Kirghizistan | 2-1      | Éliminatoires Coupe du monde 2006 |
| 3.  | 9 novembre 2005  | Douchanbé (Tadjikistan) | Afghanistan  | 4-0      | Amical                            |
| 4.  | 9 novembre 2005  | Douchanbé (Tadjikistan) | Afghanistan  | 4-0      | Amical                            |
| 5.  | 4 avril 2006     | Dhaka (Bangladesh)      | Pakistan     | 2-0      | AFC Challenge Cup 2006            |
| 6.  | 10 avril 2006    | Dhaka (Bangladesh)      | Bangladesh   | 6-1      | AFC Challenge Cup 2006            |
| 7.  | 16 avril 2006    | Dhaka (Bangladesh)      | Sri Lanka    | 4-0      | AFC Challenge Cup 2006            |
| 8.  | 8 octobre 2007   | Dhaka (Bangladesh)      | Bangladesh   | 1-1      | Éliminatoires Coupe du monde 2010 |
| 9.  | 28 octobre 2007  | Douchanbé (Tadjikistan) | Bangladesh   | 5-0      | Éliminatoires Coupe du monde 2010 |
| 10. | 28 octobre 2007  | Douchanbé (Tadjikistan) | Bangladesh   | 5-0      | Éliminatoires Coupe du monde 2010 |
| 11. | 28 octobre 2007  | Douchanbé (Tadjikistan) | Bangladesh   | 5-0      | Éliminatoires Coupe du monde 2010 |
| 12. | 13 mai 2008      | Iloilo (Philippines)    | Bhoutan      | 3-1      | AFC Challenge Cup 2008            |
| 13. | 13 mai 2008      | Iloilo (Philippines)    | Bhoutan      | 3-1      | AFC Challenge Cup 2008            |
| 14. | 17 mai 2008      | Iloilo (Philippines)    | Brunei       | 4-0      | AFC Challenge Cup 2008            |
| 15. | 20 février 2010  | Colombo (Sri Lanka)     | Birmanie     | 3-0      | AFC Challenge Cup 2010            |
| 16. | 27 février 2010  | Colombo (Sri Lanka)     | Birmanie     | 1-0      | AFC Challenge Cup 2010            |

## Palmarès
- Coupe du Tadjikistan de football
  - Vainqueur en 2003 et 2007
  - Finaliste en 2002
- Championnat du Tadjikistan de football
  - Champion en 2009
- AFC Challenge Cup
  - Vainqueur en 2006
  - Finaliste en 2008